# Seoca (Novo Goražde)
Pour les articles homonymes, voir Seoca.
Seoca (en serbe cyrillique : Сеоца) est un village de Bosnie-Herzégovine. Il est situé dans la municipalité de Novo Goražde et dans la république serbe de Bosnie. Selon les premiers résultats du recensement bosnien de 2013, il ne compte plus aucun habitant.

## Géographie
Seoca est située sur la rive droite de la Drina.

## Démographie

### Répartition de la population par nationalités (1991)
En 1991, le village comptait 28 habitants, tous Musulmans (Bosniaques).